# Yūta Nakayama
Yūta Nakayama (jap. 中山 雄太 Nakayama Yūta; ur. 16 lutego 1997) – japoński piłkarz występujący na pozycji obrońcy. Obecnie występuje w Kashiwa Reysol.

## Kariera klubowa
Od 2015 roku występował w klubie Kashiwa Reysol.